# Ectasium
| Eon                                            | Era                | Periode      | Ouderdom Ma |
| ---------------------------------------------- | ------------------ | ------------ | ----------- |
| Fanerozoïcum                                   | Paleozoïcum        | Cambrium     | later       |
| Proterozoïcum                                  | Neoproterozoïcum   | Ediacarium   | 635 - 541   |
| Proterozoïcum                                  | Neoproterozoïcum   | Cryogenium   | 720 - 635   |
| Proterozoïcum                                  | Neoproterozoïcum   | Tonium       | 1000 - 720  |
| Proterozoïcum                                  | Mesoproterozoïcum  | Stenium      | 1200 - 1000 |
| Proterozoïcum                                  | Mesoproterozoïcum  | Ectasium     | 1400 - 1200 |
| Proterozoïcum                                  | Mesoproterozoïcum  | Calymmium    | 1600 - 1400 |
| Proterozoïcum                                  | Paleoproterozoïcum | Statherium   | 1800 - 1600 |
| Proterozoïcum                                  | Paleoproterozoïcum | Orosirium    | 2050 - 1800 |
| Proterozoïcum                                  | Paleoproterozoïcum | Rhyacium     | 2300 - 2050 |
| Proterozoïcum                                  | Paleoproterozoïcum | Siderium     | 2500 - 2300 |
| Archeïcum                                      | Neoarcheïcum       | Neoarcheïcum | vroeger     |
| Indeling van het Proterozoïcum volgens de ICS. |                    |              |             |

Het geologisch tijdperk Ectasium is een periode van het era Mesoproterozoïcum, onderdeel van het eon Proterozoïcum. Het Ectasium duurde van 1,4 - 1,2 Ga. Het werd voorafgegaan door het Calymmium en na/op het Ectasien komt het Stenium.